# Коньялы, Ибрахим Хаккы
Ибрахим Хаккы Коньялы (тур. İbrahim Hakkı Konyalı, 1896 — 20 августа 1984) — турецкий историк.

## Биография
Родился в 1896 году в Конье. Окончил рюшдие и медресе. Получил прозвище Хаккы из-за влияния, оказанного на него трудами Ибрахима Хаккы Эрзуруми. По образованию был железнодорожником.
Работал по специальности, затем преподавал турецкий язык. После провозглашения Турецкой Республики работал архивистом в Главном управлении по военным музеям и фондам. Принимал участие в создании Музея турецкой каллиграфии. Одновременно с этим занимался публицистической деятельностью. Писал статьи для журналов и газет, даже пытался издавать свой собственный журнал.
Умер 20 августа 1984 года. Похоронен на кладбище Караджаахмет.

## Вклад
Внёс в большой вклад в сохранение исторического наследия Османской империи. В частности, при преобразовании Собора Святой Софии из мечети в музей сумел доказать необходимость сохранения минаретов, которые первоначально планировалось разрушить. Обнаружил и опубликовал карты Пири-реиса.
Помимо этого, на основе найденных им османских документов написал историю ряда илов Турции, а также некоторых исторических построек. Работы Коньялы об истории вооружений пользуются спросом среди исследователей и по сей день.
В 1979 году был награждён премией министерства Культуры Турции. В 1981 году — получил почётную степень университета Сельчук.